# Врх при Површју
Врх при Површју (словен. Vrh pri Površju) је насељено место у општини Кршко, Посавска регија, Словенија.

## Историја
До територијалне реорганизације у Словенији био је у саставу старе општине Кршко.

## Становништво
У попису становништва из 2011. године, Врх при Површју је имао 43 становника.
| Број становника према пописима | Број становника према пописима | Број становника према пописима |
| ------------------------------ | ------------------------------ | ------------------------------ |
| 1991                           | 2002                           | 2011                           |
| 38                             | 31                             | 43                             |

Напомена: До 1953. исказивано под именом Врх.